# Vision des Heiligen Bernhard (Johann Koerbecke)
Vision des Heiligen Bernhard ist eine Ölmalerei von (vermutlich) Johann Koerbecke, einem westfälischen Maler des späten Mittelalters, oder von einem Künstler aus der Werkstatt Koerbeckes. Die Malerei wurde zwischen 1450 und 1475 gemalt. Auf dem Bild wurde die Vision eines unbekannten Mönchs, der den Zisterzienser-Abt Bernhard von Clairvaux im Kloster Mores sah, wie er den  gekreuzigten Jesus Christus umarmte, dargestellt. Das Gemälde ist eigentlich ein Altargemälde, es  wurde auf eine Seite des Holzbretts gemalt, das ein Teil des Flügelaltars war. Das Gemälde befindet sich in der Staatsgalerie Bamberg in der Neuen Residenz, Katalog-Nr. 10644.

## Beschreibung
Das Bild wurde auf ein hölzernes Brett gemalt und besitzt ein Seitenverhältnis von 1,24:1 im Hochformat. Die Komposition ist zentral ausgerichtet: Im Mittelpunkt stehen ein Kreuz und zwei Männer, die sich in einem Raum befinden.
Links vor dem hohen Kreuz steht der heilige Bernhard – erkennbar an seinem Nimbus, dem langen Gewand und dem Krummstab. Bernhard ist im Profil zu sehen und umarmt Jesus Christus, der am Kreuz hängt. Auf Bernhards Kopf befindet sich ein langes Spruchband mit einer lateinischen Inschrift: „Gloria te Deum... mea“, was übersetzt „Ehre sei Dir, Gott … mein“ bedeutet. Ein weiteres Spruchband schwebt über Jesu Mund mit der Aufschrift: „In charitate perpetua dilexi te. hiere. 31“, was „Mit ewiger Liebe habe ich dich geliebt“ bedeutet.
Bernhard trägt ein dunkelbraunes Gewand, sein Nimbus ist auffallend groß. Sein Gesichtsausdruck wirkt ruhig, fast melancholisch. Er hält nicht nur Jesu Körper, sondern scheint ihn auch zu stützen, als ob Jesus im Begriff wäre, vom Kreuz zu fallen. Christus trägt lediglich einen Lendenschurz und eine Dornenkrone. Seine Haut ist blass, sein Körper wirkt ausgezehrt und erschöpft. Sein Gesicht drückt tiefe Leidenschaft aus. Blutspuren von der Dornenkrone zeichnen sich auf seiner Stirn ab, während lange Blutstreifen seine Hüften und Knie hinunterfließen.
Jesu Haltung ist ungewöhnlich: Er ist nur an den Füßen befestigt, sodass sein Rücken nicht gerade gegen das Kreuz gelehnt ist. Ohne Bernhards Unterstützung würde er wahrscheinlich herabstürzen. Seine Hände ruhen auf Bernhards Schultern und weisen die Wundmale der Kreuzigung auf. Beide Figuren blicken sich direkt in die Augen.
Der Raum ist klein und wirkt beengt. Die linke Wand ist weiß und mit der Decke durch ein Gesims verbunden. Hinter den Figuren hängt ein grün gemusterter, drapierter Stoff. Der Boden besteht aus kleinen, polychromen Fliesen. Auf der rechten Seite öffnet sich eine große  Biforienöffnung mit hoher Schwelle. Dahinter sind zwei Biforienfenster zu sehen, die eine andere Perspektive als der Boden aufweisen.

## Ikonografie
Der heilige Bernhard wurde in verschiedenen Bilderzyklen dargestellt, aber auch als Einzelszene in der „Umarmung Christi“, die als Amplexus Bernardi bekannt ist. Dieses Motiv verbreitete sich ab dem 15. Jahrhundert nördlich der Alpen. Die Darstellung basiert auf einer Überlieferung aus dem Exordium Magnum Cisterciense des Kirchenschriftstellers Konrad von Eberbach. Das Ereignis wird in Buch 2 beschrieben, das zwischen 1186 und 1193 verfasst wurde:

„Ich kenne einen Mönch, der den heiligen Abt Bernhard einst antraf, wie er in der Kirche allein betete. Als dieser vor dem Altar hingestreckt lag, sah er über ihm über dem Boden ein Kreuz mit dem Gekreuzigten, das der selige Mann in höchster Andacht anbetete und mit Küssen bedeckte. Dann schien ihm, dass die Majestät selber die Arme von den Enden des Kreuzes löste, den Diener Gottes umfaßte und an sich zog. Während der Mönch dieses eine Weile beobachtete, war er vor übergroßem Erstaunen regungslos und geriet gleichsam außer sich. Zuletzt aber fürchtete er, den Vater zu beleidigen, wenn der ihn so gleichsam als Erforscher seiner Geheimnisse und so ganz nahe bei sich sehe. Deshalb ging er still weg, denn er erkannte und wußte von jenem heiligen Menschen, daß sein ganzes Gebet und sein Wandel wahrlich übermenschlich waren.“

Diese Begebenheit wurde nicht von Bernhard von Clairvaux selbst überliefert, sondern in zweiter Hand weitergegeben. Die Vision hatte ursprünglich ein Mönch aus dem Kloster Mores, der sie seinem Abt erzählte. Dieser wiederum berichtete die Geschichte Konrad von Eberbach. Aufgrund der doppelten Überlieferung betont der Autor, dass dem Abt von Mores Glauben zu schenken sei. Dennoch erwähnt Jacobus de Voragine diese Geschichte nicht in seiner "Legenda aurea".
Die frühesten Darstellungen der Umarmung Christi durch den heiligen Bernhard finden sich in der Buchmalerei. Die Komposition folgt einem typischen Schema: Bernhard kniet links vor dem Kreuz. Das Bild gehört zu einem Typus, in dem der Gekreuzigte nur an den Füßen genagelt ist. Zur Zeit von Johann Koerbecke wurde diese Szene meist in einer Kapelle oder in der Natur angesiedelt, obwohl aus der Quelle hervorgeht, dass Bernhard in einer Kirche betete. Wie in den meisten Darstellungen dieses Sujets fehlt der Mönch, der die Vision erlebte.
Bernhard trägt ein  Habit und einen Abtsstab. Sein Gewand weist einen auffälligen, großflächigen Faltenwurf auf, der an Werke des sogenannten Meisters von Schöppingen erinnert – vermutlich der Lehrer von Johann Koerbecke. Auf dem Schriftband Bernhards steht: Gloria te Deum... mea, was übersetzt „Ehre sei Dir, Gott … mein“ bedeutet. Obwohl im Bericht die gekreuzigte Person nicht explizit benannt wird, wird in den Darstellungen stets Jesus Christus gezeigt. Über ihm schwebt ein weiteres Schriftband mit der Inschrift: In charitate perpetua dilexi te. Hiere. 31 – ein Zitat aus dem Buch Jeremia (Jer 31,3): „Mit ewiger Liebe habe ich dich geliebt“. Dieser Bibelvers steht jedoch nicht in direktem Zusammenhang mit der Amplexus-Geschichte.
Im Gegensatz zu anderen Darstellungen der Umarmung Christi zeigt Koerbecke den Innenraum eines Klosters mit besonderer Klarheit. Das Ereignis soll sich im Kloster Mores zugetragen haben, doch es ist ungewiss, ob Koerbecke dieses Kloster je besuchte. Wahrscheinlicher ist, dass er ein Zimmer in einem westfälischen Kloster als Vorlage nahm. Es ist wenig wahrscheinlich, dass die Architektur reine Fantasie ist, da Koerbecke als realistischer Maler gilt.
Zeitgenössisch ist die mit grünem Stoff drapierte Wand – ein Motiv, das sich im 15. Jahrhundert häufiger findet, beispielsweise im Bild Erzengel Michael überwindet den Drachen von Josse Lieferinxe (zwischen 1493 und 1505). Der Boden der Kammer, in der sich Christus und Bernhard befinden, besteht aus weißen und bunten Fliesen mit komplexem geometrischem Muster. Ein solches Bodenmuster ist charakteristisch für die Werke des Meisters von Schöppingen und findet sich ebenso in den Arbeiten Koerbeckes und seines Kreises, zu dem auch der Meister der Iserlohner Marientafeln zählt.

## Funktion
Das Gemälde wurde vermutlich auf den linken Flügel eines Flügelaltars gemalt, der sich wahrscheinlich in einem Zisterzienserkloster befand – möglicherweise im Marienfelder Klöster. Auf der Rückseite der Tafel malte Koerbecke die "Verkündigung der Geburt Christi". Im Jahr 1936 wurden die beiden Gemälde voneinander getrennt. Zum selben Altar gehörte auch die Darstellung der Anbetung des Kindes durch Maria und Joseph (Geburt Christi).

## Zuschreibung
J. Sommer ordnete das Gemälde in seiner Monografie über J. Koerbecke dessen Werk zu. A. Stange bezeichnete es 1954 ebenfalls als ein Werk Koerbeckes, änderte jedoch seine Einschätzung 1967 und schrieb es der Werkstatt oder einem Nachfolger zu. P. Pieper klassifizierte das Gemälde bereits 1966 als Werk der Werkstatt Im Katalog der Pinakotheken wird es hingegen weiterhin als ein Werk Koerbeckes geführt.

## Maltechnik
Deutsche Maler im deutschsprachigen Raum wurden stark von der Altniederländischen Malerei beeinflusst. Die Maltechnik entsprach jener Zeit: Die Tafeln wurden auf Holzbretter mit Ölfarben gemalt. Koerbecke vermied den Einsatz leuchtender Farben, stattdessen dominieren dunkle Töne. Häufig verwendete Farben sind Grau, Braun, Gelb und Weiß. Nimbus und Krummstab wurden mit goldener Farbe hervorgehoben.
Das Gemälde enthält mehrere Fluchtpunkte im Hauptraum. Eine völlig andere Perspektive zeigt sich im angrenzenden Raum – ein Hinweis darauf, dass der Maler bewusst mit Perspektiven spielt.
Schatten sind kaum entwickelt: Die Figuren werfen keine Schatten. Lediglich die grüne Wand im Hintergrund zeigt leichte Schattenverläufe. Die Innenflächen der Türöffnungen und Wände verdeutlichen den Lichteinfall: Der Raum mit dem Kruzifix wird durch einen angrenzenden Bereich (vermutlich den Kreuzgang) im nordöstlichen Teil des Bildes beleuchtet.

## Erhaltungszustand
Die Malfläche ist 91 × 75,8 cm und besteht aus einer senkrechten Brettfolge. Brettstärke: Originaltafel auf Millimeterstärke abgehobelt und auf Sperrholzplatte aufgezogen, deren Rückseite mit Eichenfurnier versehen ist. Oben, rechts und unten an den Rändern der originalen Malfläche ist ein bis zu 0,8 cm breiter Kittstreifen angefügt. Links sind Reste des alten Grundiergrates erhalten, Falzrand nicht vorhanden. Die originale Malschicht ist schlecht erhalten, insbesondere im Bereich der Figurengruppe. Vollkommen erneuert wurde außer einigen in der Anlage noch erkennbaren Details das Gesicht des hl. Bernhard. Auf den Spruchbändern zwei übereinanderliegende Schichten, wobei die obere zu einem nicht unwesentlich späteren Zeitpunkt entstanden sein kann. Der Nimbus wurde mit goldene Farbe gemalt, aber die goldene Schicht ist jetzt nur teilweise erhalten.

## Provenienz
- Zwischen 1450 und 1475 — Gemält von Johannes Koerbecke (1407–1491)
- Von 1450—1475 bis mindestens 1784 — Verbleib unbekannt
- Von unbekannte Datum bis 1862 — Alexander Haindorf (1784–1862), Haus Caldenhof, Hamm
- Vermütlich von 1862 bis unbekannte Datum — Sophie Loeb, geb. Haindorf, Hamm, erworben im Erbgang
- Von 1893 bis 1919–1934, Sammlung Loeb Caldenhof, Fideikommiss, Hamm
- Von frühestens 1919 bis spätestens 1934 – 19.10.1936, Helene Sophie Victoria Hermine (genannt Ellen) Funke, geb. Heintzmann (1869–1947), Hamm, erworben im Erbgang
- Von 09.11.1936 bis unbekannte Datum — Galerie Stern, Düsseldorf, erworben von Ellen Funke
- Von frühestens 09.11.1936 bis unbekannte Datum — Galerie Hans Bammann, Düsseldorf
- Von spätestens 1937 bis 10.11.1938 — Kunsthandel P. de Boer, Amsterdam
- Seit 10.11.1938 — Bayerische Staatsgemäldesammlungen, München, erworben im Tausch von de Boer (Ministerielle Entschließung Nr. VII 64131). Die Malerei zuerst war in Alte Pinakothek exponiert, dann wurde sie nach Staatsgalerie in der Neuen Rezidenz in Bamberg verschickt